# Conflit des îles Hanish
Le conflit des îles Hanish est un différend entre le Yémen et l'Érythrée au sujet des îles Hanish en mer Rouge, l'une des plus grandes de l'archipel alors contesté de Zuqar-Hanish. Les combats se sont déroulés pendant trois jours, du 15 au 17 décembre 1995. En 1998 a lieu un partage des îles par la cour permanente d'arbitrage.

## Contexte
L'archipel se trouve sur la rive sud de la mer Rouge, près de Bab-el-Mandeb (embouchure de la mer Rouge). La mer Rouge s'étend sur environ 100 km de large dans cette zone. Depuis l'occupation britannique d'Aden, les îles sont généralement considérées comme faisant partie du Yémen.
Après avoir obtenu son indépendance et son adhésion aux Nations unies, le nouveau gouvernement érythréen entame des négociations avec le Yémen sur le statut de l'archipel. Deux séries de pourparlers ont eu lieu avant l'invasion :

« Gutmann [médiateur français] administre un accord de principes que l'Érythrée et le Yémen signent le 21 mai. Les deux parties conviennent de recourir à une juridiction arbitrale, de s'abstenir de recourir à la force et de se conformer au verdict d'un tribunal. Les efforts de médiation français ont failli échouer lorsque, le 10 août, les forces érythréennes occupent Hanish al-Saghir. Alors que le Yémen menace d'entreprendre une action militaire, le Conseil de sécurité des Nations unies ordonne aux troupes érythréennes de quitter l'île. Asmara retire ses forces le 27 août. La menace renouvelée de conflit incite l'Érythrée, fin août, à commencer à déployer le long de ses côtes des missiles surface-air de fabrication russe acquis en Éthiopie. »

— Lefebvre

« Le 22 novembre 1995, le ministre des Affaires étrangères yéménite Abdel Karim al-Iryani rencontre à Sanaa trois responsables érythréens pour discuter du problème. Iryani, à la tête d'une délégation yéménite, participe ensuite à une réunion en Érythrée le 7 décembre. Ici, les deux parties conviennent de résoudre leur différend frontalier par des négociations programmées pour février 1996. Si ces négociations échouent, les deux parties devront porter l'affaire devant la Cour internationale de justice de La Haye. »

— Lefebvre
Grande Hanish (ou Hanish al-Kabir) est l'une des trois îles principales d'un archipel et, jusqu'en 1995, elle n'est habitée que par une poignée de pêcheurs yéménites. En 1995, une entreprise allemande, sous les auspices yéménites, commence sur l'île la construction d'un hôtel et d'un centre de plongée sous-marine. Les Yéménites envoient alors une force de 200 hommes pour garder le chantier. Selon les responsables érythréens, les travaux de construction sur l'île Grande Hanish sont une tentative d'établir les faits sur le terrain avant le début des négociations prévues en février. « Mû par l'inquiétude suscitée par le projet de construction yéménite de Hanish al-Kabir, le ministre érythréen des Affaires étrangères, Petros Solomon, lance le 11 novembre 1995 un ultimatum donnant à Sanaa un mois pour retirer les forces militaires et les civils yéménites de Hanish al-Kabir ».

## Conflit armé
À l'expiration de l’ultimatum, l’Érythrée lance une opération pour prendre l’île par la force, les forces militaires et civiles yéménites ne s'étant pas retirées. Les Érythréens utilisent tous les navires en état de naviguer dont ils disposent pour débarquer des forces terrestres sur les îles. Certaines troupes érythréennes débarquent à bord de bateaux de pêche et d'un ferry égyptien réquisitionné. Les Érythréens déploient également des avions pour transporter des troupes vers l'île. Les forces érythréennes attaquent le contingent yéménite et envahissent la totalité de l’île trois jours après le début des combats. Des avions de combat yéménites lancent des frappes aériennes pendant les combats depuis la base aérienne d'al-Hudaydah.
Au cours des combats, un navire marchand russe est endommagé par des tirs érythréens après avoir été confondu avec un navire de la marine yéménite.

## Casus belliet implication étrangère présumée
Les Yéménites affirment que l'attaque érythréenne contre les îles Hanish est soutenue par Israël. Selon des sources yéménites, l'opération érythréenne pourrait avoir été dirigée par des officiers israéliens. Des sources proches du bureau du président yéménite Ali Abdallah Saleh affirment que « plusieurs Israéliens » ont dirigé l'opération, dont un lieutenant-colonel nommé Michael Duma. Cette affirmation est basée sur plusieurs messages codés en hébreu qui auraient été interceptés par les services de renseignement yéménites. Malgré cela, le Yémen ne dépose aucune plainte officielle auprès d’Israël.
Selon Steven Carol, à la lumière de l'humiliation militaire yéménite lors de la bataille pour l'île de Grande Hanish, l'allégation proposée d'implication israélienne n'était peut-être rien de plus qu'une tentative du Yémen de se « sauver la face ».
En 1996, Brian Whitaker (1996) et Carol (2012) suggèrent qu’outre le casus belli manifeste (la guerre ayant été déclenchée pour établir des faits sur le terrain), trois autres raisons sont avancées pour justifier l’attaque des Érythréens sur l’île. Les sources de l'opposition yéménite affirment qu'en 1994, le Yémen a reçu une assistance militaire clandestine d'Israël via les Érythréens, ceux-ci ont ensuite pris Hanish lorsque le Yémen n'a pas honoré les paiements promis. L'affirmation militaire du Yémen (interception de messages radio en hébreu et possible participation de « plusieurs Israéliens » à l'opération lancée par l'Érythrée) conduit la Ligue arabe à suggérer que le véritable motif de l'attaque est l'intention d'Israël d'établir une base sur le territoire érythréen sur l'île. La troisième raison est la possibilité de puits de pétrole en mer Rouge, les droits territoriaux sur les fonds marins étant la raison sous-jacente de la guerre.

## Issue
Aucune solution au problème n'ayant pu être trouvée dans les négociations bilatérales, le statut de l'archipel est soumis à la Cour permanente d'arbitrage de La Haye aux Pays-Bas. La Cour détermine que la majeure partie de l'archipel appartient au Yémen, tandis que l'Érythrée devra conserver le droit de pêche dans les eaux autour de toutes les îles et la souveraineté sur certaines petites îles proches de l'Érythrée.
Le 1er novembre 1998, « le ministre yéménite de la Défense, Mohammad Diefallah Mohammad, hisse le drapeau de son pays sur l'île Grande Hanish alors que les troupes de l'armée et de la marine yéménites y prennent position. Au même moment, les troupes érythréennes partent à bord d'un hélicoptère et d'un navire militaire ».